# Stanisław Budzik

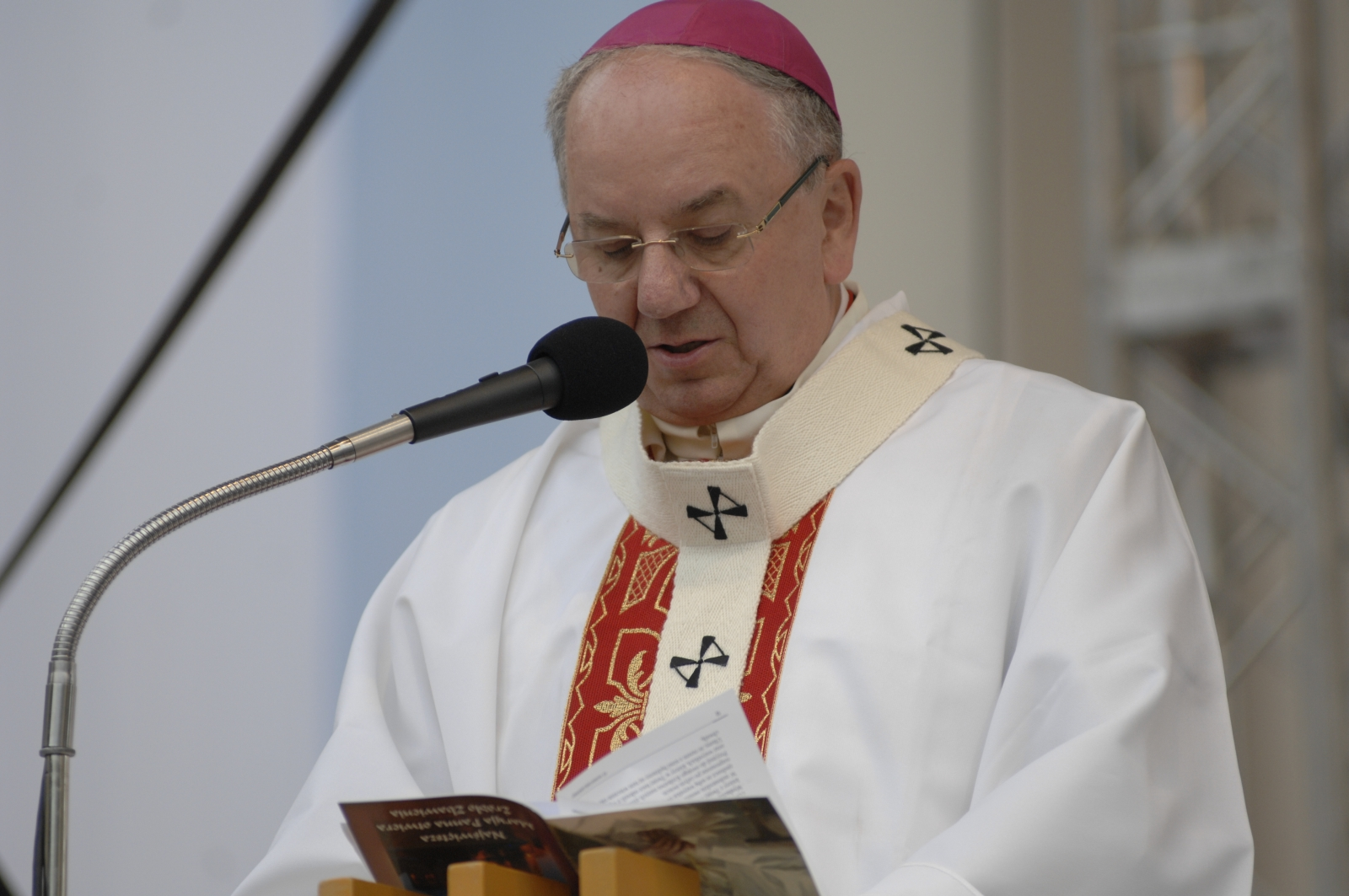
Stanisław Budzik

Wappen von Stanisław Budzik als Erzbischof von Lublin

Stanisław Budzik (* 25. April 1952 in Łękawica, Polen) ist ein polnischer Theologe und römisch-katholischer Erzbischof von Lublin.

## Leben
Stanisław Budzik trat nach dem Abitur in das Priesterseminar ein, studierte Katholische Theologie und Philosophie und empfing am 29. Mai 1977 durch Bischof Jerzy Karol Ablewicz das Sakrament der Priesterweihe für das Bistum Tarnów. Nach seiner Tätigkeit in der Gemeindepastoral von 1977 bis 1982 ging er zum Studium der Dogmatik an die Theologische Fakultät der Universität Innsbruck. 1988 wurde er zum Dr. theol. promoviert. Nach seiner Rückkehr nach Tarnów wurde er Caritas-Direktor und Dozent am Priesterseminar. Von 1997 bis 2004 lehrte er an der Päpstlichen Theologischen Akademie in Krakau. 2001 wurde er zum Dompropst des Domkapitels von Tarnów ernannt, im selben Jahr verlieh ihm Papst Johannes Paul II. am 11. Juni 2001 den Titel Kaplan Seiner Heiligkeit (Monsignore).
Am 24. Februar 2004 ernannte ihn Papst Johannes Paul II. zum Weihbischof in Tarnów sowie zum Titularbischof von Hólar. Der Bischof von Tarnów, Wiktor Skworc, spendete ihm am 3. April desselben Jahres die Bischofsweihe; Mitkonsekratoren waren der Erzbischof von Lublin, Józef Życiński, und Erzbischof Józef Kowalczyk, Apostolischer Nuntius in Polen.
2007 wurde er zum Generalsekretär der Polnischen Bischofskonferenz gewählt.
Am 26. September 2011 ernannte ihn Papst Benedikt XVI. zum Erzbischof von Lublin. Die Amtseinführung fand am 22. Oktober 2011 in der Johanneskathedrale in Lublin statt. Papst Franziskus berief ihn am 29. September 2021 zudem zum Mitglied der Kongregation für das Katholische Bildungswesen. Am 18. Februar 2023 ernannte ihn Papst Franziskus zum Mitglied des Dikasteriums für die Kultur und die Bildung, in dem die vormalige Kongregation für das Bildungswesen aufgegangen war.

## Bischofswappen
Das Wappen zeigt auf blauem Grund ein goldenes Dreieck (Symbol der göttlichen Dreifaltigkeit) darauf ein rotes Patriarchenkreuz (Würde des Erzbischofs) das „M“ für Maria und das „J“ für die Bistumspatrone Johannes der Täufer und Johannes (Evangelist). Über dem Wappenschild der grüne Galero mit jeweils zehn herunterhängenden Quasten.
Sein Wahlspruch lautete: In virtute crucis („Die Kraft des Kreuzes“) aus dem Brief des Paulus an die Galater (Gal 6,14 ).